# Міранчук Антон Андрійович
Антон Андрійович Міранчук (рос. Антон Андреевич Миранчук, нар. 17 жовтня 1995, Слов'янськ-на-Кубані) — російський футболіст, півзахисник клубу «Локомотив» (Москва) та національної збірної Росії. Брат-близнюк Олексія Міранчука.

## Клубна кар'єра
Народився 17 жовтня 1995 року в місті Слов'янськ-на-Кубані. Вихованець кубанського футболу. Разом з братом починав займатися у футбольному клубі «Олімп» з рідного міста. Через кілька років брати увійшли в систему московського «Спартака», де надовго не затрималися. 
У 2011 році вони перейшли у стан столичного «Локомотива». Антон дебютував за першу команду «залізничників» 30 жовтня 2013 року в матчі Кубку Росії проти «Ротора». У сезонах 2014/15 і 2015/16 притягувався до тренувань та матчів «Локомотива», проте так і не вийшов на поле.
У 2016 році був орендований естонською «Левадією». Його дебют у чемпіонаті Естонії відбувся 2 квітня в матчі проти «Нимме Калью». У своєму наступному матчі забив переможний гол, а в середині другого тайму був вилучений з поля. Всього за сезон 2016 року провів за клуб 30 матчів у чемпіонаті, забивши 14 голів, і став віце-чемпіоном Естонії.
По завершенні сезону повернувся в «Локомотив» і дебютував у чемпіонаті Росії 9 квітня 2017 року, вийшовши на заміну в матчі проти «Ростова». 19 жовтня 2017 року забив гол у матчі 3-го туру групового етапу Ліги Європи проти «Шерифа» (1:1).

## Виступи за збірні

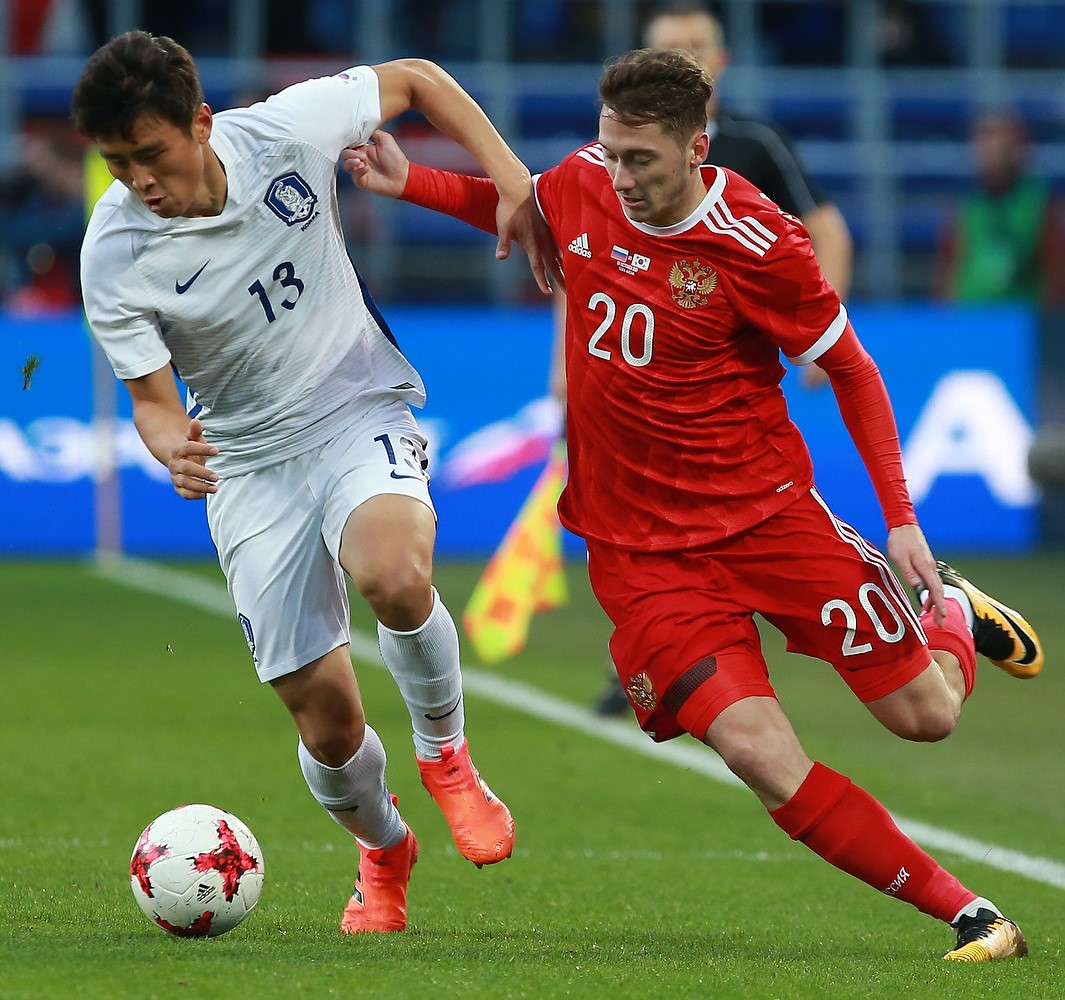
Антон Міранчук у складі збірної Росії в своєму дебютному матчі проти збірної Південної Кореї. 2017 рік.

У грудні 2012 року тренерський штаб юнацької збірної Росії до 17 років під проводом Дмитра Ульянова викликав Міранчука на Меморіал Гранаткіна. Його команда виграла цей турнір. Згодом виступав за юнацькі збірні Росії до 18 і 19 років.
2016 року залучався до складу молодіжної збірної Росії. На молодіжному рівні зіграв в одному офіційному матчі.
3 вересня 2017 року зіграв у контрольному матчі національної збірної Росії проти московського «Динамо», забив гол на 22 хвилині. Дебютував в офіційних матчах національної збірної 7 жовтня 2017 року в товариському матчі проти збірної Південної Кореї.
На початку червня 2018 року був включений до заявки збірної Росії на домашній для неї тогорічний чемпіонат світу.

### Клубна статистика
Станом на 4 лютого 2018
| Виступи           | Виступи           | Виступи           | Ліга | Ліга | Кубки | Кубки | Єврокубки | Єврокубки | Всього | Всього |
| Клуб              | Ліга              | Сезон             | Ігри | Голи | Ігри  | Голи  | Ігри      | Голи      | Ігри   | Голи   |
| ----------------- | ----------------- | ----------------- | ---- | ---- | ----- | ----- | --------- | --------- | ------ | ------ |
| Локомотив         | Прем'єр-ліга      | 2013/14           | —    | —    | 1     | 0     | —         | —         | 1      | 0      |
| → Левадія         | Мейстріліга       | 2016              | 30   | 14   | 1     | 0     | 4         | 1         | 35     | 15     |
| → Левадія         | Всього            | Всього            | 30   | 14   | 1     | 0     | 4         | 1         | 35     | 15     |
| Локомотив         | Прем'єр-ліга      | 2016/17           | 3    | 0    | —     | —     | —         | —         | 3      | 0      |
| Локомотив         | Прем'єр-ліга      | 2017/18           | 20   | 1    | 2     | 0     | 6         | 1         | 28     | 2      |
| Локомотив         | Всього            | Всього            | 23   | 1    | 2     | 0     | 6         | 1         | 31     | 2      |
| Всього за кар'єру | Всього за кар'єру | Всього за кар'єру | 53   | 15   | 3     | 0     | 10        | 2         | 66     | 17     |

## Досягнення
«Локомотив»
- Володар Кубку Росії: 2014/15, 2016/17, 2018/19, 2020/21
- Чемпіон Росії: 2017/18
- Володар Суперкубка Росії: 2019

«Левадія»
- Віце-чемпіон Естонії: 2016

Юнацька збірна Росії
- Переможець Меморіалу Гранаткіна: 2013